# Roman Samsel
Roman Mieczysław Samsel (ur. 15 czerwca 1935 w Złoczowie, zm. 7 maja 2003) – polski dziennikarz. Dziennikarz gazety „Rzeczpospolita”, wcześniej w „Trybunie Ludu”, korespondent zagraniczny (głównie z krajów Ameryki Łacińskiej), pisarz, tłumacz z języka hiszpańskiego. Członek PZPR od 1953 roku.
W 1986 jako wykładowca literatury polskiej na Papieskim Uniwersytecie Katolickim w Limie spotkał w Peru Stanisława Tymińskiego, został jego zwolennikiem i zgodził się napisać jego programową książkę Święte psy w charakterze ghostwritera. Podczas pobytu na farmie Tymińskiego pod Toronto w Kanadzie wziął 1 maja 1990 udział jako kozioł ofiarny w symbolicznym akcie ukrzyżowania za pomocą lin, który miał stanowić formę ekspiacji za przynależność do PZPR i zgodnie z intencją Tymińskiego dać przykład innym rodakom. Zdjęcie z tego performansu trafiło na okładkę książki  Dałem się ukrzyżować Stanowi Tymińskiemu (1992).
Odznaczony Złotym i Srebrnym Krzyżem Zasługi.

## Twórczość
- Zobaczyć Samarkandę, Wydawnictwo Śląsk, Katowice, 1971
- Śmierć w Rio de Janeiro, wyd. Iskry, Warszawa, 1972
- Hiszpania bez dyktatora (współautor: Włodzimierz Żrałek), wyd. Książka i Wiedza, Warszawa, 1978
- Bunt i gwałt, wyd. Czytelnik, Warszawa, 1978
- Dotrzeć do bunkra Somozy, wyd. Książka i Wiedza, Warszawa, 1980
- Stan wyjątkowy, wyd. Czytelnik, Warszawa, 1980, ISBN 978-83-07-00187-6
- Ślad człowieka, ślad węża, wyd. Czytelnik, Warszawa, 1984, ISBN 978-83-07-01211-7
- Samotność dalekich podróży, wyd. Śląsk, Katowice, 1985, ISBN 978-83-216-0477-0
- Cyklon nad Nikaraguą, wyd. MON, Warszawa, 1986, ISBN 978-83-11-07317-3
- Rozmowy z Małolatem, wyd. Czytelnik, Warszawa, 1987, ISBN 978-83-07-01768-6
- Burza piaskowa, Wydawnictwo Literackie, Kraków, 1987, ISBN 978-83-08-01924-5
- Wszystko o Stanie Tymińskim. Wywiad rzeka, wyd. Comer, Toruń, 1991, ISBN 978-83-85149-40-8
- Dałem się ukrzyżować Stanowi Tymińskiemu, wyd. Książka i Prasa, Warszawa, 1992, ISBN 978-83-900401-1-0
- Miłość w tropikach, wyd. Migo, Warszawa, 1995, ISBN 978-83-85596-09-7
- Szóste cudzołóż!, wyd. Jaworski, Warszawa, 1997, ISBN 978-83-904899-3-3
- W pogoni za dolarem, czyli kanadyjska ruletka (współautor: Halina Topór), Kraków, 1998, ISBN 83-86957-26-3
- Pałac gubernatora: nowele amerykańskie, wyd. Andrzej Wiśniewski, Kielce, 1999, ISBN 978-83-900358-9-5
- Sen zbrodniarza: nowele kryminalne, wyd. Matrix, Warszawa, 2000, ISBN 978-83-914145-0-7
- Pokuta: Stan Tymiński – patriota czy blagier?, wyd. Staszowskie Towarzystwo Kulturalne, Staszów, 2002, ISBN 978-83-87215-77-4
- Noc na planecie wściekłych krów: testament Brychta, wyd. Ston 2, Kielce, 2002, ISBN 978-83-7273-080-0

Tłumaczenia
- Ricardo Pozas: Juan Pérez Jolote(tłum. z jęz. hiszp), Wydawnictwo Literackie, Kraków, 1977
- Pedro Berroeta: Salamandra (tłum. z jęz. hiszp), wyd. Czytelnik, 1983, ISBN 978-83-07-01038-0
- Piotruś Pan (tłum. z jęz. hiszp.) 1996, ISBN 83-86918-03-9
- Bajki dla dzieci (tłum. z jęz. hiszp.) wyd. Susaeta Ediciones, 1997, Madryt, ISBN 83-86918-42-X